# Byggebranche
Byggebranchen udgør en branche, der vedrører byggeri.
Den kan inddeles i tre sektorer: Bygninger, infrastruktur og industri:
- Bygningsbyggeri kan yderligere inddeles i boligbyggeri og ikke-boligbyggeri.
- Infrastrukturbyggeri kaldes også for infrastrukturanlæg og inkluderer broer, veje, jernbaner og forsyning.
- Industribyggeri kaldes nogle gange for industrianlæg, det omfatter offshorebyggeri, mineanlæg, raffinaderier, kemianlæg, værker og fabrikker.[2]

## Byggepraksis
Byggebranchen gør brug af mange håndværksfag, og der ansættes fx murere, tømrere, snedkere, malere, elektrikere, blikkenslagere, glarmestre, gulvlæggere mm. Især større bygge- og anlægsprojekter er meget komplekse processer, hvor et stort antal mennesker med forskellig faglig baggrund og uddannelse skal udføre en lang række opgaver i en ganske bestemt rækkefølge. Der er derfor brug for betragtelige mængder af planlægning og ledelse, hvis projekterne skal gennemføres med succes. De senere år er der fremkommet en række digitale værktøjer til projektledelse, som lederne dog har skullet vænne sig til at bruge.
Branchen er karakteriseret ved at mange mindre og alle større projekter udbydes i licitation, hvor bygherren, ofte i samarbejde med en rådgiver som udfærdiger et udbudsmateriale (på engelsk kaldet en request for tender), udbyder sit projekt offentligt til alle interesserede entreprenører og byggefirmaer, evt kun til prækvalificerede ansøgere, som så inden en tidsfrist kan afgive bud på løsning af opgaven. Et sådant bud består af en detaljeret beskrivelse af arbejdsgange, byggemetoder og tidsplaner, samt naturligvis en pris for arbejdets udførelse. Blandt de indkomne bud vælger bygherren det mest fordelagtige, og der underskrives kontrakt med vinderen af budrunden. Succeskriterier for at vinde et sådant bud har traditionelt været prisen for arbejdets udførelse, men også tidsplaner og udførelsens kvalitet har ofte været afgørende. I dag lægges der også, især af offentlige bygherrer, vægt på forhold som byderens økonomiske soliditet, arbejdsmiljø, bæredygtighed, uddannelse og modvirkning af social dumping.
Kontrakten forpligter entreprenøren til at udføre det beskrevne arbejde på den beskrevne måde inden for den angivne tidsramme, og samtidig forpligter kontrakten bygherren til at betale for korrekt udført arbejde efter angivne retningslinjer. Tvister og uenigheder mellem bygherre og entreprenør opstår ofte i løbet af byggeprocessen, og de afgøres normalt ved voldgift, hvor en voldgiftsdommer assisteret af syns- og skønsmænd afgør søgsmål og erstatningskrav.

## Historie

### Økonomi og konjunkturer i dansk byggeri
Efter Anden Verdenskrig fulgte i Danmark nogle år med varemangel og en anstrengt nationaløkonomi, men fra midten af 1950-erne begyndte der for alvor at komme gang i byggeriet. Efterspørgslen efter bygge- og anlægsvirksomhedernes produkter var frem til begyndelsen af 1970-erne præget af den store private efterspørgsel efter boliger. I 1973 fuldførtes således mere end 55.000 boliger. Under den efterfølgende lavkonjunktur, udløst af oliekrisen i 1973 og præget af stor ledighed og stagnation i reallønnen, sås en væsentlig nedgang i efterspørgslen efter nye boliger, og i 1981 blev der kun fuldført knap 22.000 boliger faldende til et niveau på 14.000 i starten af 1990-erne. Samtidig med nedgangen i boligbyggeriet blev der gennemført besparelser på de offentlige budgetter, hvilket påvirkede anlægsvirksomheden i negativ retning. På den anden side var der imidlertid fra 1970-erne til 1980-erne tale om en væsentlig vækst i efterspørgslen efter arbejdskraft til reparations- og vedligeholdelsesarbejder. Det samlede resultat var dog et fald i beskæftigelsen inden for sektoren. Efter en korterevarende opgangskonjunktur omkring 1986-87 faldt beskæftigelsen igen, men i 1994 blev der konstateret et begyndende opsving med stigende produktion og beskæftigelse til følge. I 2005 blev der fuldført knap 27.000 boliger, og der var tale om pæn vækst i såvel erhvervsbyggeriet som ved anlægsarbejder. Denne vækst blev dog siden bremset af Finanskrisen og dens følger.
Den danske bygge- og anlægsbranche består stadig overvejende af små virksomheder, foruden en håndfuld store entreprenørfirmaer. I 2011 lå den samlede produktionsværdi på 193,2 mia DKK, og der var ansat godt 146.000 personer.

### Typer af boligbyggeri
- Langhus

- Bindingsværk

- Højhus

- Montagebyggeri

- Tæt-lav bebyggelse

- Parcelhus

### Jura og samfund
- Arkitektur i Danmark

- BBR

- Dansk Byggeri

- Det Digitale Byggeri

- Offentligt-privat partnerskab

- Trimmet Byggeri

- VVM-redegørelse

### Uddannelse og videndeling
- Bygningsvidenskab

- BYG-ERFA

- EFG

- Erhvervsuddannelser i Danmark

- Institut for Byggeri og Anlæg (DTU)

- Institut for Byggeri, By og Miljø (AAU)

- Selandia - Center for Erhvervsrettet Uddannelse (Slagelse)

- Statens Byggeforskningsinstitut

- VIA - University College (Horsens)

### Stillingsbetegnelser
- Anlægsgartner

- Arkitekt

- Blikkenslager

- Bygherre

- Bygherrerådgiver

- Bygningskonstruktør

- Bygningssagkyndig

- Civilingeniør

- Elektriker

- Entreprenør

- Glarmester

- Kloakmester

- Låsesmed

- Murer

- Smed

- Snedker

- Tækkemand

- Tømrer